# The Union of Crowns
The Union of Crowns è il secondo album in studio del gruppo metalcore britannico Bury Tomorrow, pubblicato nel 2012.

## Tracce
1. Redeemer – 4:33
2. The Maiden – 4:38
3. Lionheart – 3:38
4. Message to a King – 3:49
5. An Honourable Reign – 3:59
6. Knight Life – 3:32
7. Royal Blood – 3:51
8. Bitemarks – 3:46
9. Abdication of Power – 4:21
10. Kingdom – 3:43
11. 1603 – 4:39
12. Sceptres – 3:23
13. Vacant Throne – 3:26
14. A Curse – 3:38